# Xenosaurus tzacualtipantecus
Espèce
Xenosaurus tzacualtipantecus est une espèce de sauriens de la famille des Xenosauridae.

## Répartition
Cette espèce est endémique de l'État d'Hidalgo au Mexique.

## Publication originale
- Woolrich-Piña & Smith, 2012 : A New Species of Xenosaurus from the Sierra Madre Oriental, Mexico. Herpetologica, vol. 68, n. 4, p. 551-559.